# Hirschgulden

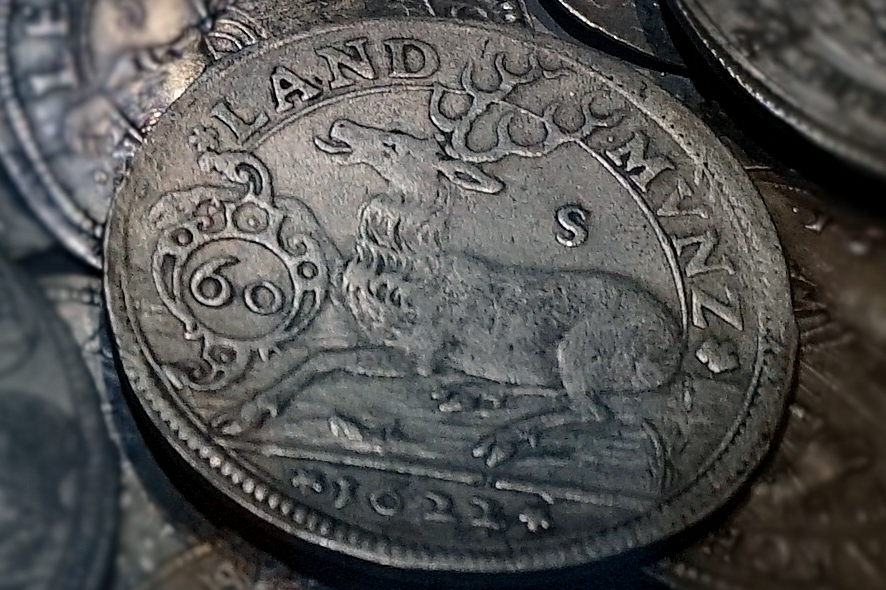
Württembergischer Hirschgulden

Als Hirschgulden werden zwei verschiedene historische Münzen bezeichnet, die im 17. Jahrhundert in Württemberg, beziehungsweise im 18. Jahrhundert in Sachsen als Währung dienten.
Als literarisches Symbol für einen unangemessen niedrigen Betrag fand der Württembergische Hirschgulden erstmals im Jahr 1823 Verwendung, als Gustav Schwab eine mündliche Erzählung eines Wirtes aus Dürrwangen aufzeichnete und in seinem Reiseführer Die Neckarseite der Schwäbischen Alb leicht verändert wiedergab. Diese von Schwab „Sage von den drei Brüdern“ genannte Episode kam dem Schriftsteller Wilhelm Hauff zur Kenntnis, als er den Schwabschen Reiseführer im Jahr 1825 erwarb. Hauff erweiterte und veränderte die „Sage von den drei Brüdern“ umfassend und fügte sie unter dem Titel Die Sage vom Hirschgulden als Teilerzählung in seinen dritten Band des „Märchenalmanach für Söhne und Töchter gebildeter Stände“ in die Rahmenerzählung vom Wirtshaus im Spessart ein; der Band erschien im Jahr 1827 nach Hauffs Tod.

## Der Württembergische Hirschgulden

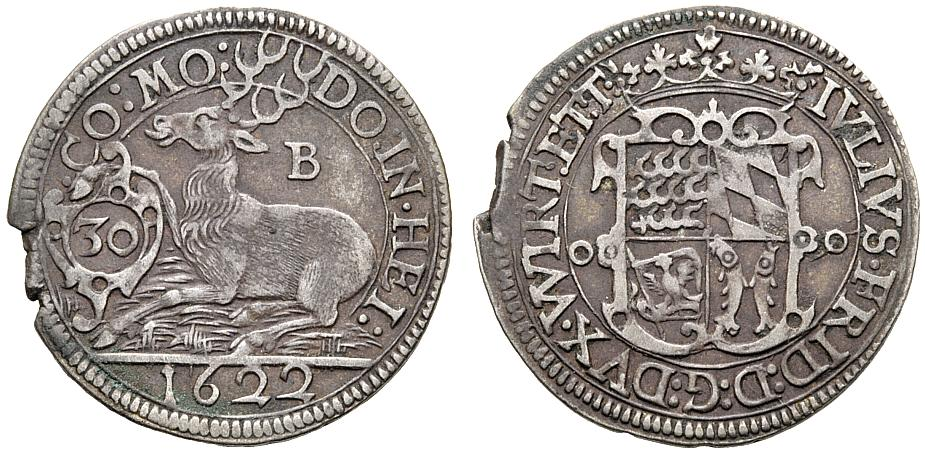
Halber Hirschgulden, Herzog Julius Friedrich, 1622

Das Wappen Württembergs zeigt seit dem späten 13. Jahrhundert drei übereinander liegende Hirschstangen, daher erscheint der Hirsch häufig in verschiedenen Funktionen auf württembergischen Münzen; so tritt er zum Beispiel als Schildhalter auf. In den Jahren 1622 und 1623 wurden in Württemberg in der Kipper- und Wipperzeit sogenannte „Kippergulden“ geprägt, die auf der Rückseite der Münze einen liegenden Hirsch zeigen, der seinen rechten Vorderlauf auf eine Kartusche mit der Wertzahl 60 – für 60 Kreuzer – legt; nach diesem Hirschmotiv erhielt die Münze ihren Namen. Ausgegeben wurden in dieser Zeit auch halbe Hirschgulden, die genauso wie der ganze Gulden gestaltet sind, nur dass sie in der Kartusche die Wertzahl 30 tragen. Doppelte Hirschgulden zeigen zwei einander gegenüberliegende Hirsche, in deren Mitte eine Kartusche mit der Zahl 120 angebracht ist.
Die Hirschgulden wurden in vier verschiedenen württembergischen Münzstätten geprägt: Stuttgarter Münzen sind mit dem Münzzeichen „S“ versehen oder tragen keines, Münzen aus Christophstal bei Freudenstadt haben das Münzzeichen „CT“ oder „C“, Tübinger Münzen sind an einem „T“ erkenntlich und Münzen aus  Berg weisen einen Mohrenkopf auf. Rund eine Million Gulden als  doppelte, einfache und halbe Hirschgulden mit dem Münzzeichen „B“ wurden von Julius Friedrich von September 1622 bis Mai 1623 in Brenz bei Heidenheim geprägt, bevor er auf die Reichsgesetze zu Heckenmünzstätten verwiesen wurde und seine Münzstätte auf Anordnung des Schwäbischen Kreises zerstört wurde.
Diese „Kippermünzen“ wurden in großen Mengen produziert, waren aber geringwertig. Zum Ende der Kipper- und Wipperzeit im Jahr 1623 wurden die Münzen gegen neues Geld eingewechselt, verboten und eingezogen; daher sind Originalmünzen aus dieser Zeit, vor allem in gutem Erhaltungszustand, verhältnismäßig selten.

## Der Stolbergsche Zweidritteltaler

Hirschgulden 1764, Stolberg-Roßla, Friedrich Botho und Carl Ludwig (1739–1768), Münzmeisterzeichen C, Münzmeister Johann Eberhard Volkmar Claus, Stolberg

In den Jahren 1739 bis 1796 wurden in Stolberg im Harz Zweidritteltaler geprägt, die zum Teil aus Feinsilber bestanden und den Wert von einem Gulden hatten. Auf der Rückseite zeigen sie vor einer Säule das Wappentier Stolbergs, einen stehenden Hirsch. Von diesen Münzen existieren auch sogenannte Halbstücke, die den Wert von einem Drittel-Taler haben.